# Simon Geoghegan
Pas d'image ? Cliquez ici

a Compétitions nationales et continentales officielles uniquement.

b Matchs officiels uniquement.
 Simon Patrick Geoghegan, est né le 1er septembre 1968 à Knebworth (Angleterre). C’est un ancien joueur de rugby à XV de l'équipe d'Irlande, évoluant au poste de trois quart aile (1,83 m et 83 kg). 

## Carrière
Il a disputé son premier test match, le 2 février 1991 contre l'équipe de France. Son dernier test match fut contre l'équipe d'Angleterre, le 16 mars 1996.
Il a disputé trois matchs de la coupe du monde 1991 et quatre matchs de la coupe du monde 1995.
Geoghegan a joué pour le club des London Irish et dans les premiers temps de la ligue celtique et du championnat irlandais inter-provinces pour l'équipe de Connacht Rugby. Il termine sa carrière à Bath Rugby où il se blesse gravement à un genou. Cette blessure est la raison première de son arrêt précoce. 
Sa carrière sportive terminée, Geoghegan exerce le métier d'avocat.

## Palmarès
- 37 sélections
- Sélections par années : 8 en 1991, 4 en 1992, 5 en 1993, 7 en 1994, 9 en 1995, 4 en 1996
- Tournois des Cinq Nations disputés: 1991, 1992, 1993, 1994, 1995, 1996